# 일리아스 호자
일리야스 호자(Ilyas Khoja, 1363년 ~ 1368년)는 트란스옥시아나와 모굴리스탄 칸국의 칸이다.

## 생애
1363년, 동차가타이 한국의 초대 칸이었던 투글루크 티무르는 트란스옥시아나 주변 지역의 지도자들을 처형한 다음 일리야스 호자를 지도자로 삼았다. 하지만 투글루크 티무르의 무자비한 진압으로 모굴인에 대한 반감을 사게 되어 지역민들이 카라우나스(Qara'unas)의 아미르 후세인(Amir Husayn)과 바를라스의 아미르 티무르(Amir Timur)를 중심으로 저항을 이어나갔다. 하나로 뭉친 트란스옥시아나의 지역민들은 충성할 것을 강요한 일리야스 호자의 공격을 마주하게 되었으나 이를 격퇴할 수 있었다. 투글루크 티무르가 죽은 후에 일리아스 호자는 모굴리스탄의 칸의 자리를 후계했다.
1365년, 일리야스 호자는 트란스옥시아나로 돌아와, 5월 달부터 아미르 후세인과 티무르를 물리칠 수 있었지만 사마르칸트 근처로 도달했을 때 거주민들이 입성을 거부했다. 따라서 성을 포위하던 일리아스 호자의 군대는 얼마 후, 군마 사이에서 흑사병이 발생했는데 이로서 트란스옥시아나의 지배권을 잠시 미뤄둬야 했다.
1368년에 일리야스 호자가 사망하였는데 이는 도그라트(Dughlats) 파의 아미르, 카마르 웃딘(Qamar ud-Din)이 왕좌를 잇는 과정에서 연관되어 있을 가능성이 있다. 이후로 일리야스 호자의 가족들은 몰살당하였지만 그의 형제였던 키즈르 호자(Khizr Khoja)가 훗날 차가타이 칸 가문을 다시 잇게 된다.
| 이전 투글루크 티무르 | 모굴리스탄 칸 1363–1368  | 이후 카마르 웃딘 |
| 이전 투글루크 티무르 | 트란스옥시아나의 칸 1363 | 이후 아딜 술탄   |